# تولوآ
تولوآ (به اسپانیایی: Tuluá) یک سکونتگاه مسکونی در کلمبیا است که در بخش بایه دل کائوکا واقع شده‌است.

## خصوصیات
تولوآ ۹۱۰٫۵۵ کیلومترمربع مساحت و ۲۰۶٬۶۱۰ نفر جمعیت دارد و ۹۶۰ متر بالاتر از سطح دریا واقع شده‌است.